# Brita Hedvig Knös
Brita Hedvig Knös, född Wijnblad den 15 mars 1735 i Karlskrona, död 25 januari 1800 i Skara, var en svensk psalmförfattare. 

## Biografi
Brita Hedvig Knös var dotter till Carl Wijnbladh och Sophia Lovisa Ferber samt dotterdotter till assessorn i Karlskrona Johan Eberhard Ferber. Hon gifte sig 1754 med Andreas Knös, från 1771 domprost i Skara, och blev mor till Olof, Carl Johan och Gustaf Knös samt farmor till författaren Thekla Knös.

## Psalmer
- När jag i tron min Jesus ser nr 775 i Svenska Missionsförbundets sångbok 1920 under rubriken "Slutsång" och nr 57 i Segertoner 1960. En psalm När jag i trona Jesum ser, nr 152 i Sions Nya Sånger tillskrivs Anders Carl Rutström och författad ungefär samtidigt. I en senare psalmbok, Hemlandssånger 1891 finns också en psalm med inledningen Ack, förr än jag i tron fick syn på blodet under rubriken Tron. Friden. Finns på Wikisource.